# Poříčí (Broumov)
Poříčí (německy Sand) je část města Broumov v okrese Náchod. Nachází se na východě Broumova. Prochází zde silnice II/302. V roce 2009 zde bylo evidováno 126 adres. V roce 2001 zde trvale žilo 516 obyvatel.
Poříčí leží v katastrálním území Broumov o výměře 3,05 km2.